# Pharaonaster
Pharaonaster is een geslacht van uitgestorven zee-egels uit de familie Megapneustidae.

## Soorten
- Pharaonaster migliorinii Checchia-Rispoli, 1941 †